# Lipkebe
Lipkebe is een geslacht van kreeftachtigen uit de klasse van de Malacostraca (hogere kreeftachtigen).

## Soort
- Lipkebe holthuisi Chace, 1969